# Rufat Riskijew
Rufat Asadowicz Riskijew, ros. Руфат Асадович Рискиев (ur. 2 października 1949 w Oqqoʻrgʻonie) – uzbecki bokser walczący w reprezentacji Związku Radzieckiego, mistrz świata z 1974 oraz wicemistrz olimpijski z 1976.
Walczył w wadze średniej (do 75 kg). Zwyciężył w niej na Turnieju Nadziei Olimpijskich w 1968 w Leningradzie i w 1969 w Łodzi. Wygrał również Spartakiadę Gwardyjską we Wrocławiu w 1971 oraz Spartakiadę Narodów ZSRR w tym samym roku.
Pomimo zdobycia mistrzostwa ZSRR w 1972 nie pojechał na igrzyska olimpijskie w 1972 w Monachium. Związek Radziecki był reprezentowany w wadze średniej przez Wiaczesława Lemieszewa, który zdobył złoty medal. Lemieszew również zwyciężył na mistrzostwach Europy w 1973 w Belgradzie. Riskijew zdobył srebrny medal na Spartakiadzie Gwardyjskiej w 1973 w Uściu nad Łabą (w finale pokonał go Peter Tiepold z NRD).
Riskijew zdobył mistrzostwo ZSRR w 1974 i pojechał na pierwsze mistrzostwa świata w Hawanie, gdzie zwyciężył po wygraniu pięciu walk, w tym z Berndem Wittenburgiem z NRD w półfinale i z Alecem Năstacem z Rumunii z finale.
Zdobył srebrny medal na letnich igrzyskach olimpijskich w 1976 w Montrealu. W turnieju olimpijskim wygrał cztery walki, w tym z Luisem Felipe Martínezem z Kuby, a w finale przegrał z Michaelem Spinksem ze Stanów Zjednoczonych.
Riskijew był mistrzem ZSRR w wadze średniej w 1972, 1974, 1975 i 1976, wicemistrzem w 1973 i brązowym medalistą w 1971. Ogółem stoczył 189 walk, z których wygrał 174.
Po zakończeniu kariery był m.in. sędzią bokserskim. W 1997 został pierwszym zawodowym sędzią bokserskim WBO z Azji Środkowej.